# Seleção Trinitária de Futebol Feminino
A Seleção Trinitária de Futebol Feminino representa Trinidad e Tobago no futebol feminino internacional.
Participou do Torneio Internacional de Natal de 2015 em Natal, Rio Grande do Norte no lugar da Croácia que desistiu poucos dias antes de começar o campeonato.
No dia 9 de dezembro de 2015, sem o time estar totamente completo por atraso no voo para o Brasil a seleção foi goleada por 11 a 0 pelo Brasil no Torneio Internacional de Natal, perdeu os quatro jogos, terminou em quarto lugar marcando apenas um gol na partida contra o México.